# Mahmoudabad
Mahmudabad (en persa محمودآباد, Romanizado es Maḩmūdābād) es una ciudad, la capital del Condado de Mahmudabad, Provincia de Mazandarán, en Irán. En el censo de 2006, su población fue de 27 561, con 7,513 familias.